# Falzes
Pfalzen tiếng Ý: Falzes) là một đô thị ở tỉnh Bolzano-Bozen trong vùng Trentino-Alto Adige/Südtirol của Ý, có vị trí cách khoảng 100 km về phía đông bắc của Trento và khoảng 50 km về phía đông bắc của Bolzano. Tại thời điểm ngày 31 tháng 12 năm 2004, đô thị này có dân số 2.373 người và diện tích là 33,3 km².
Đô thị Pfalzen có các frazioni (các đơn vị cấp dưới, chủ yếu là các làng) Grimaldo and Issengo.
Pfalzen giáp các đô thị: Bruneck, Kiens, Gais, St. Lorenzen và Mühlwald.